# Willie Hightower (soulzanger)
Willie Hightower (Gadsden (Alabama), 1940) is een Amerikaans soulzanger.

## Biografie
Hij begon op zesjarige leeftijd met zingen in een kerkkoor. In 1958 begon hij met zijn carrière als zanger. Hij zong zes jaar lang in nachtclubs, waarna hij een platenovereenkomst sloot met Bobby Robinson, een platenbaas en muziekproducent uit New York. Zijn eerste drie singles, waaronder "It's too late", werden door platenlabels van Robinson uitgegeven. Hightower zette zich gedurende de jaren zestig in voor de burgerrechten van kleurlingen. Hij nam deel aan protesten in Alabama en zong over dit onderwerp met liedjes als "Time has brought about a change" en "If I had a hammer".
Met Robinson schreef hij het liedje "It's a miracle", dat Capitol Records in 1969 uitgaf en waarmee hij een 33ste plaats in de Amerikaanse hitlijst voor rhythm-and-blues bereikte. Capitol gaf zijn enige album (If I had a hammer) uit. Fame Records gaf zijn drie volgende singles uit. Met "Walk a mile in my shoes" bereikte hij de 26ste plaats in de soulhitlijst. Na een aantal uitgaven door Mercury Records had Hightower geen platencontract meer, maar hij bleef nog wel optreden. Op 25 januari 2005 werd het compilatiealbum Willie Hightower uitgegeven.